# 王巖叟
王巖叟（1044年—1094年），字彦霖，大名清平（今临清杜洼村）人，北宋官员。

## 生平
幼时聪颖过人。嘉祐六年（1061年）举明经科第一，十八歲舉鄉試、省试、廷对皆第一，时称“三元榜首”。曾任栾城主簿、泾州推官。兩個月後，其弟丧，遂弃官归养。熙宁三年（1070）二月，大名府路安抚使韩琦结识王巖叟，召其管勾国子监。官至监察御史。苏轼任中书舍人，请行“给田募役法”，並說明五大好處。王巖叟力争不可，說五利不可信，而且有十弊。王巖叟與傅尧俞等以苏轼撰试馆职策题不当，上书请求治其罪。元祐二年（1087）正月，太皇太后召见傅尧俞、王巖叟二人。宋代十贤之一。著有《韩魏公别录》。又工於書法，有《阔远帖》、《参政帖》、《淳夫帖》等墨迹传世。

## 延伸阅读
[在维基数据编辑]
 《宋史·卷342》，出自脱脱《宋史》